# Allocapnia zola
Allocapnia zola är en bäcksländeart som beskrevs av William Edwin Ricker 1952. Allocapnia zola ingår i släktet Allocapnia och familjen småbäcksländor. Inga underarter finns listade i Catalogue of Life.